# Tropicomyia ponderosa
Tropicomyia ponderosa är en tvåvingeart som beskrevs av Spencer 1977. Tropicomyia ponderosa ingår i släktet Tropicomyia och familjen minerarflugor. Inga underarter finns listade i Catalogue of Life.